# Natura morta con limoni, arance e una rosa
Natura morta con limoni, arance e una rosa è un dipinto del pittore spagnolo Francisco de Zurbarán, realizzato nel 1633 e conservato nel Norton Simon Museum di Pasadena.

## Storia
Questo raro bodegón di Zurbaran faceva parte della collezione Contini Bonacossi, acquistato probabilmente da Alessandro Contini in uno dei suoi viaggi in Spagna. Alla morte di quest'ultimo, fu tra le opere scartate dalla commissione ministeriale per gli Uffizi e fu quindi messa sul mercato con permesso di esportazione.

## Descrizione
In questa natura morta gli oggetti esposti sono presentati singolarmente, senza le composizioni sovrapposte che si vedono di norma nei medesimi tipi di dipinti. Questa scelta dell'autore fa alludere alla solitudine dell'uomo e secondo alcune teorie la staticità della composizione voleva raffigurare la Trinità, questo per i caratteri sacri e religiosi di cui de Zurbarán era essenzialmente esponente.
Con la sua concezione della luce come strumento di rivelazione del corpo l'artista indaga la qualità e le caratteristiche della materia nel piattino argentato con i riflessi dei limoni, nella canestra che contiene le arance e sulla tazzina che spicca a destra su un altro piattino, grazie alla quale questa natura morta viene indicata come il primo dipinto a rappresentare del caffè nella storia della pittura.